# Bernd Kubowitz
Bernd Kubowitz (* 7. Juni 1962) ist ein ehemaliger deutscher Fußballspieler, der in den 1980er Jahren in der DDR-Oberliga spielte.

## Sportliche Laufbahn

### BFC Dynamo
1975 wurde Kubowitz in die Jugendmannschaft des BFC Dynamo aufgenommen. Im selben Jahr gewann er mit der Ost-Berliner Schülerauswahl die Bronzemedaille bei der DDR-Schülerspartakiade. Mit der Nachwuchsoberliga-Mannschaft des BFC gewann Kubowitz 1981 die DDR-Meisterschaft. Nachdem er bereits in einigen Freundschaftsspielen in der Oberligamannschaft eingesetzt worden war, bestritt er mit 21 Jahren am 1. Oktober 1983 sein erstes Oberligaspiel in der Begegnung FC Karl-Marx-Stadt – BFC (2:1) als Einwechselspieler. Außerdem wirkte er als Einwechselspieler im Europapokalspiel Partizan Belgrad – BFC (1:0) mit. In der Rückrunde der Saison 1983/84 spielte er in Vertretung des verletzten Wolf-Rüdiger Netz als linker Stürmer in sechs weiteren Oberligaspielen, wobei er viermal in der Startelf stand. Sein erstes Oberligator schoss Kubowitz im Rückrundensieg gegen den FC Karl-Marx-Stadt (4:2), als er in der 16. Minute den 2:0-Zwischenstand erzielte. In der nachfolgenden Saison 1984/85 wurde er offiziell für die BFC-Oberligamannschaft gemeldet, konnte sich aber gegen das Nationalmannschaft-Sturmtrio Frank Pastor, Rainer Ernst und Andreas Thom nicht durchsetzen und bestritt als Einwechselspieler nur zwei Oberligaspiele. Stattdessen spielte er 28-mal in der zweitklassigen DDR-Liga für die BFC-Reserve, für die er auch sechs Punktspieltore erzielte. Für die Saison 1985/86 wurde er offiziell für die DDR-Liga-Mannschaft gemeldet, bestritt mit ihr in der Hinrunde zwölf Punktspiele und schoss dabei vier Tore. In der Oberliga kam er nicht zum Einsatz. Im Januar 1986 wechselte Kubowitz zum Oberligisten BSG Stahl Brandenburg.

### Stahl Brandenburg
Bis zum Jahresende 1986 war Kubowitz in der Oberligamannschaft der BSG Stahl nur Ersatzspieler. Er wurde saisonübergreifend in elf Punktspielen eingesetzt, bei denen er nur einmal in der Startelf stand. In den beiden UEFA-Pokalspielen gegen den IFK Göteborg spielte Kubowitz einmal 55 Minuten (ausgewechselt) und einmal 37 Minuten (eingewechselt). Erst als in der Rückrunde 1986/87 mehrere Spieler ersetzt werden mussten, rückte Kubowitz in die Stammelf auf und bestritt zwölf der dreizehn Punktspiele, jeweils als Mittelfeldspieler. Auch in der Saison 1987/88 war er gesetzt und fehlte bei den 26 Oberligaspielen nur einmal. Während er in der Hinrunde stets im Mittelfeld eingesetzt wurde, musste er in der zweiten Saisonhälfte mehrere Wochen als linker Verteidiger aushelfen. Nachdem Kubowitz in der Hinrunde 1988/87 fünf Punktspiele bestritten hatte, wurde er im November 1988 zum Wehrdienst eingezogen.

### Zweite bis vierte Liga
Während seiner Armeezeit spielte Kubowitz beim DDR-Liga-Vertreter FC Vorwärts Frankfurt. Nach der politischen Wende von 1989 nutzte er die Gelegenheit, sich Anfang 1990 mit der West-Berliner Hertha Zehlendorf einen neuen Verein zu suchen. Mit den Zehlendorfern spielte er bis zum Sommer 1991 in der drittklassigen Oberliga Berlin. Zur Saison 1991/92 wechselte er innerhalb von Berlin in die neugeschaffene dritte Liga Oberliga Nordost für eine Spielzeit zum Spandauer SV. 1992/93 schloss sich Kubowitz dem in der viertklassigen Verbandsliga Berlin spielenden SC Gatow an. Nach 1993 tauchte er nicht mehr im höherklassigen Fußball auf.